# 吉岡忍 (作家)
吉岡 忍（よしおか しのぶ、1948年7月6日 - ）は、日本のノンフィクション作家。2017年から2021年まで日本ペンクラブ会長を務めた。日本BS放送番組審議会委員。サテライト・サービス放送番組審議会委員。株式会社インタラクティーヴィ放送番組審議会委員。次兄はオルタスジャパン専務取締役兼ディレクターの吉岡攻。

## 来歴・人物
長野県佐久市出身。長野県野沢北高等学校卒業。早稲田大学政治経済学部在学中に、ベトナム反戦運動「ベ平連」に参加し、米軍脱走兵の逃亡支援活動に従事。また「ベ平連ニュース」の編集長も務める。1969年には、新宿駅西口地下広場で「新宿フォークゲリラ」を企画した。
その後、ノンフィクション作家となり、1985年の日本航空123便墜落事故を題材にした『墜落の夏 -日航123便事故全記録-』（1987年）で第9回講談社ノンフィクション賞を受賞する。
日本ペンクラブ常務理事、放送倫理・番組向上機構放送倫理検証委員会委員なども務め、言論の自由・報道の自由に関して積極的発言を続ける。大学時代に『べ平連ニュース』の編集に参加。
2005年3月、「マガジン9条」発起人となった。
2008年11月から、ライターの古木杜恵らとともに、地方テレビ局の報道番組を東京で上映する「ドキュメンタリー酒場」を開始した。
2017年6月、日本ペンクラブ会長に就任した。2021年5月25日、会長を桐野夏生に交代する。

## 著作

### 単著
- 『教師の休日 ルポルタージュ』教育研究社、1980年。 / 朝日文庫、1992年。
- 『街の夢 学校の力』日本書籍、1981年。
- 『もう学校にはいられない：ルポルタージュ 聖職を去る教師たちの証言』リブロポート、1983年。 / 朝日文庫、1993年。
- 『ガリバーと巨人の握手』中央公論社、1985年。
  - （改題）『散るアメリカ』 中公文庫、1990年。
- 『墜落の夏：日航123便事故全記録』新潮社、1986年。 / 新潮文庫、1989年。
  - （再録）柳田邦男責任編集『技術社会の影：同時代ノンフィクション選集』第9巻、文藝春秋、1992年。国立国会図書館書誌ID:000002209670
  - （復刊）中公文庫、2025年。ISBN　978-4-12-207669-3　※「四十年後の補論」を新たに収録[6]。
- 『技術街道をゆく：ニッポン国新産業事情』現代企画室、1987年。 / 講談社文庫、1993年。
- 『「事件」を見にゆく』文藝春秋、1988年。 / 文春文庫、1992年。
- 『島国へ帰る』（内山英明写真）徳間書店、1989年。
- 『死よりも遠くへ』新潮社、1989年。 / 新潮文庫、1992年。
- 『日本人ごっこ』文藝春秋、1989年。 / 文春文庫、1993年。
- 『鏡の国のクーデター：ソ連8月政変後を歩く』文藝春秋、1991年。
- 『学校の力 ルポルタージュ』朝日新聞社〈朝日文庫〉、1992年。
- 『女たちの地球』潮出版社、1993年。
- 『新聞で見た町』朝日新聞社、1993年。
- 『放熱の行方』講談社、1993年。 / 『放熱の行方：尾崎豊の3600日』講談社文庫、2001年。
- 『エイズの表情』アドバンテージサーバー〈ブックレット生きる〉、1993年。
- 『都市は浮遊する』（内山英明写真）講談社、1993年。
- 『いつか晴れた海で：エイズと平田豊の道程』（内山英明写真）読売新聞社、1994年。
- 『路上のおとぎ話』朝日新聞社、1998年。
- 『月のナイフ』理論社、1999年。
- 『M / 世界の、憂鬱な先端』文藝春秋、2000年。 / 文春文庫、2003年。
- 『フリーランス・ライターになる方法』日本放送出版協会〈生活人新書〉、2003年。
- 『奇跡を起こした村のはなし』[7]筑摩書房〈ちくまプリマー新書〉、2005年。
- 『ある漂流者のはなし』ちくまプリマー新書、2005年。
- 『ニッポンの心意気：現代仕事カタログ』ちくまプリマー新書、2007年。

### 共編著
- 『フォーク・ゲリラとは何者か』編著、自由国民社、1970年。
- （鶴見俊輔・吉川勇一共編）『帰ってきた脱走兵：ベトナムの戦場から25年』第三書館、1994年。ISBN　4-8074-9419-8
- （岸田秀）『しゃべる唯幻論者：岸田秀対談集』青土社、1999年。ISBN 978-4-7917-5702-2
- （鶴見俊輔）『脱走の話：ベトナム戦争といま』編集グループSURE、2007年。全国書誌番号:21462432
- （養老孟司・池田清彦）『バカにならない読書術』朝日新書、2007年。
  - （改題・加筆）『世につまらない本はない』朝日文庫、2015年。
- （浅田次郎）『ペンの力』集英社新書、2018年。
- 高志の国文学館編『堀田善衞を読む：世界を知り抜くための羅針盤』（池澤夏樹・鹿島茂・宮崎駿ほか共著）集英社新書、2018年。

### 分担執筆
- 野田正彰編『現代の世相・第4巻：あの世とこの世』小学館、1996年。CRID 1130282269810366720
- 日本ペンクラブ編『それでも私は戦争に反対します。』平凡社、2004年。
- 埼玉大学共生社会研究センター編『歩く学問 ナマコの思想：鶴見良行の思索を手がかりに閉塞した日本をどう変えるか自由闊達に論じ合う』（鶴見俊輔・内海愛子・村井吉敬ほか共著）コモンズ、2005年。CRID 1130000793931687552
- 佐野眞一責任編集『ジャーナリズムの条件・第3巻：メディアの権力性』岩波書店、2005年。国立国会図書館書誌ID:000007711125
- 井上ユリ・小森陽一編著『米原万里を語る』（井上ひさし・金平茂紀共著）かもがわ出版、2009年。
- 青木理・梓澤和幸・河崎健一郎編著『国家と情報：警視庁公安部「イスラム捜査」流出資料を読む』現代書館、2011年。国立国会図書館書誌ID:000011289861
- 『ベトナム戦争：泥』集英社〈コレクション戦争と文学・2巻〉、2012年。国立国会図書館書誌ID:023507059
- 苅谷剛彦編『ひとびとの精神史・第4巻：東京オリンピック 1960年代』岩波書店、2015年。国立国会図書館書誌ID:026756559
- 苅谷剛彦編『ひとびとの精神史・第8巻：バブル崩壊 1990年代』岩波書店、2016年。国立国会図書館書誌ID:027287514
- 高草木光一編『ベ平連と市民運動の現在（いま）：吉川勇一が遺したもの』（高橋武智・山口幸夫共著）花伝社、2016年。

## 映画出演
- 戦車闘争 (映画) - （2020年12月公開 ドキュメンタリー映画[8]）